# 3. mehanizirana gardijska brigada "Kune"
Hrvatska 3. gardijska brigada "Kune" ustrojena je 29. travnja 1991. godine u Vinkovcima. Jedna je od 4 najelitnije hrvatske brigade.

## Vojno djelovanje
Početkom velikosrpske pobune brigada u suradnji sa snagama MUP-a, nastoji uspostaviti red i zakonitost na području Slavonije i Baranje. Tijekom 1991. godine na području grada Osijeka brigada je uključena u mnoge akcije u cilju obrane suvereniteta Republike Hrvatske. U obrani grada Osijeka angažirana je snagama jačine jedne pješačke bojne (Bijelo Brdo, Ivanovac, Erdut, Sarvaš, Dalj, Laslovo, Tenja) i malobrojnim topničkim postrojbama, topnička bitnica B-1 topova(tri topa), minobacači 120 mm (tri), topnička bitnica H122D30 haubice (tri komada), bitnica 130mm topova popularno nazvana "DEBELA BERTA"(dva komada). 
U obrani Vinkovaca ključnu ulogu odigrale su postrojbe u obrani sela Nuštar, u kojoj brigada sudjeluje s jednom pješačkom bojnom. 

### 1991.
- Obrana grada Vukovara (Bogdanovci, Borovo Selo, Marinci-Henrikovci, proboj za Vukovar)

U obrani grada Vukovara do njegovog zauzimanja od strane JNA neprekidno sudjeluje jedna bojna 3. gbr. U vrijeme najžešćih napada na Vukovar u studenom 1991. godine postrojba sa snagama jačine dviju pješačkih bojni pokušava izvršiti proboj okruženja Vukovara.
13. studenog 1991.godine posljednji pokušaj proboja za Vukovar. Prvi puta tijekom Domovinskog rata sudjeluje cijela brigada u akciji, do tada sudjelovanje bilo po bojnama i taktičkim grupama. 
- Baranja (Uglješ, Jagodnjak, Švajcarnica, Čeminac, Darda, Bilje)

3. gardijska brigada provodi vojna djelovanja tijekom obrambenih aktivnosti u Baranji u srpnju i kolovozu 1991. godine. 
- Zapadna Slavonija (Gornji Bogićevci, Kosovac, Donji Bogićevci, Čovac, Smrtići, Pivare)

Tijekom bojnih djelovanja 1991. godine od početka pobune, kao i nakon uključenja JNA u osvajanje hrvatskog državnog teritorija na prostoru Zapadne Slavonije, 3. gardijska brigada na tom prostoru sudjeluje u obrani suvereniteta Republike Hrvatske sa snagama jačine jedne pješačke bojne. 
- Zauzimanje vojnih objekata (Osijek, Đakovo, Našice, Slavonski Brod, Vinkovci)

Zauzimanjem vojnih objekata, putem pregovora ili na nasilan način, postrojbe 3. gardijske brigade se u značajnoj mjeri naoružavaju, ujedno umanjujući mogućnost obavještajnih djelatnosti JNA prema obrambenih snagama Republike Hrvatske.

### 1992.
- Vinkovačko bojište (Borinci, Vinkovci, Nuštar)

Tijekom 1992. godine cijela 3. gardijska brigada prvi je puta angažirana u bojnim djelovanjima na jednom prostoru i to u bojnom rasporedu obrane grada Vinkovaca na potezu Borinci - Vinkovci - Nuštar. Ondje ostaje sve do potpisivanja primirja. Nakon provedenog razdvajanja snaga brigada se intenzivno obučava te obrazuje časnički i dočasnički kadar. Nakon toga brigada se raspoređuje u širem rajonu Slavonskog Broda i pomaže u pripremama oslobađanja bosanske Posavine. Taktička skupina aktivno sudjeluje u oslobađanju Posavine pravcem B.Brod - Modriča i pravcem B.Brod - Derventa uključno s navedenim gradovima. Taktička skupina u rekordnom roku od nekoliko dana izbija na crtu Modriča - Doboj - Derventa. U navedenim akcijama Hrvatska vojska prvi put za vrijeme Domovinskog rata oslobađa veći grad (Modriču).

### 1993.
- Operacija Maslenica

Srpske snage će oslanjajući se na takav odnos snaga izvesti opsežan protunapad pokušavši ponovo ovladati Novigradom i tako ponovo izbiti na more, presijecajući opet kopnenu vezu Dalmacije s preostalim dijelom Hrvatske. Dana 1. veljače 1993. god. su srpske snage jačine dvije bojne uspjele pod svoju kontrolu ponovo staviti selo Kašić. Srpski protunapad je zapovjedništvo hrvatskih snaga odlučilo zaustaviti uz dovođenje svježih snaga, koje će zamijeniti postrojbe koje su proteklih dana bile izvršile najteže zadatke. U najkritičnijem trenutku tijekom operacije "Maslenica" u siječnju 1993. godine, u bojna djelovanja na području zadarskog zaleđa uključena je taktička skupina  snaga 3. gardijske brigade iz Slavonskog Broda snage jedne ojačane bojne koje će prihvatiti najteži srpski protunapad na Kašić. Po prvi put od osnivanja Hrvatske vojske, tako značajna postrojba je u borbenu zonu prebačena helikopterskim desantom, nakon kojega se upustila u 50-satne neprekidne borbe sa srpskim snagama sastavljenim uglavnom od specijalnih postrojbi pristiglih iz Srbije; u teškim borbama u kojima će biti odbijen srpski protunapad obje su strane pretrpjela ozbiljne gubitke; 3. gardijska brigada je imala u tim borbama 32 poginula pripadnika. Upravo je u opetovanim borbama za Novigrad hrvatska strana imala najteže gubitke – sveukupno preko 70 poginulih.
Nakon operacije "Maslenica" u veljači 1993. godine, 3. gardijska brigada raspoređena je u obranu zadarskog zaleđa, na crti obrane Novigrad - Paljuv - Kašić i to skoro cijelu 1993. godinu. 

### 1994.
- Obuka snaga 3. gardijske brigade, priprema za oslobođenje okupiranih područja (Osijek, Našice, Đakovo, Slavonski Brod)

Tijekom primirja 1994. postrojba je u cijelosti usredotočena na obuku gardista, dočasnika i časnika te poboljšanja u funkcionalnom smislu. U tom razdoblju sve djelatnosti postrojbe usmjerene su na pripreme za predstojeća vojna djelovanja u cilju oslobađanja okupiranih područja. 

### 1995.
- Operacija Bljesak

Tijekom 1995. godine 3. gardijska brigada je sudjelovala u operacijama oslobađanja okupiranog dijela RH - vojno-redarstvena akcija "Bljesak", s dvjema taktičkim skupinama, oslobodivši Okučane. Sudjelovanje u pobjedničkoj akciji izvodila brigada iz smjera Novske pravcem istok preko cijele okupirane zapadne Slavonije do Okučana. Tijekom akcije oslobođen niz sela do Okučana. 
- Obrana grada Osijeka - Operacija "Feniks" i "Zid"

Tijekom vojno-redarstvene akcije "Oluja" 3. gardijska brigada raspoređena je u obrani grada Osijeka radi sprječavanja mogućeg prodora iz pravca istoka. Brigada je pripremana i bila spremna za ulazak na okupirana područja istočne Slavonije.

### Gubitci
Kroz brigadu je prošlo oko 10 000 pripadnika: njih 369 je poginulo, 1088 ih je ranjeno, a 17 ih se još uvijek smatra nestalima.

## Vojni zapovjednici
- 29. travnja 1991. – 17. srpnja 1991. - Ivo Petrinović
- 18. srpnja 1991. – 26. listopada 1991. - Stjepan Vukovac
- 27. listopada 1991. – 4. prosinca 1992. - Ivan Basarac
- 5. prosinca 1992. – 12. srpnja 1994. - Josip Zvirotić
- 13. srpnja 1994. – 1995- Mladen Kruljac
- 1995. pa do kraja rata Marko Leko

## Priznanja
Brigada je višestruko pohvaljena te odlikovana redom Nikola Šubić Zrinski, kao i redom Kneza Domagoja s ogrlicom.

## Vanjske poveznice
- Udruga veterana 3. gardijske brigade "Kune"  Arhivirana inačica izvorne stranice od 4. siječnja 2014. (Wayback Machine)